# ジュゼッペ・マリオッティ
ジュゼッペ・マリオッティ（イタリア語: Giuseppe Mariotti、1963年10月 - ）は、イタリア、ブローニ出身のピアニスト。
徳島文理大学音楽学部学部長。元神戸女学院大学音楽学部客員教授。ピアチェンツァ音楽院卒業。ウィーン国立音楽大学卒業。

## 経歴
イタリア、ブローニで生まれ。イタリアのピアチェンツァ音楽院でピアノ、オルガン、作曲を学び、1982年よりウィーン国立音楽大学に在籍。同大学ではピアノ演奏法をハンス・グラーフ教授、室内楽をゲオルク・エベルト教授から学ぶ。1989年にウィーン国立音楽大学を卒業。1994年よりベーゼンドルファー所属のアーティストとして活動する。
1999年、ウィーンにあるミノリッテン教会の音楽監督に就任。同年、室内楽オーケストラ「アンサンブル・サリエーリ・ウィーン」を立ち上げる。
2003年、徳島文理大学音楽学部客員教授に就任。2007年より同大学同学部の教授兼学部長に就任する。2008年から2010年まで神戸女学院大学音楽学部客員教授を務めた。
1998年、ヴァイオリニストのマウロ・イウラートと「UniDuo」を結成し、ヨーロッパや日本各地で活動。

## ディスコグラフィ
Ferruccio Busoni名義
| The complete original piano works | 1994年-1997年 | foné |

## 著書
- 『The History of Piano Recital』（1995年）